# Patinatge artístic als Jocs Olímpics d'hivern de 1998 - Parelles
Als Jocs Olímpics d'Hivern de 1998 celebrats a la ciutat de Nagano (Japó) es disputà una prova de patinatge artístic sobre gel en categoria mixta per parelles que formà part del programa oficial dels Jocs.
La competició se celebrà entre els dies 8 i 10 de febrer de 1998 a les instal·lacions del The White Ring.

## Comitès participants
Hi participaren un total de 40 patindors de 14 comitès nacionals diferents.
| - Alemanya (4) - Armènia (2) - Austràlia (2) - Azerbaidjan (2) |  | - Canadà (4) - Estats Units (4) - França (4) - Japó (2) |  | - Kazakhstan (2) - Polònia (2) - Txèquia (2) |  | - Rússia (6) - Ucraïna (2) - R.P. de la Xina (2) |

## Resum de medalles
| Or                                      | Argent                                       | Bronze                              |
| Rússia Oksana Kazakova · Artur Dmítriev | Rússia Ielena Berejnaia · Anton Sikharulidze | Alemanya Mandy Wötzel · Ingo Steuer |

## Resultats
| Posició | Nom                                       | CON             | PC | PL | Pts. |
| ------- | ----------------------------------------- | --------------- | -- | -- | ---- |
| 1       | Oksana Kazakova / Artur Dmitriev          | Rússia          | 1  | 1  | 1.5  |
| 2       | Elena Berezhnaya / Anton Sikharulidze     | Rússia          | 3  | 2  | 3.5  |
| 3       | Mandy Wötzel / Ingo Steuer                | Alemanya        | 2  | 3  | 4.0  |
| 4       | Kyoko Ina / Jason Dungjen                 | Estats Units    | 4  | 4  | 6.0  |
| 5       | Shen Xue / Zhao Hongbo                    | R.P. de la Xina | 8  | 5  | 9.0  |
| 6       | Sarah Abitbol / Stephane Bernadis         | França          | 7  | 6  | 9.5  |
| 7       | Marina Eltsova / Andrei Bushkov           | Rússia          | 5  | 7  | 9.5  |
| 8       | Jenni Meno / Todd Sand                    | Estats Units    | 6  | 9  | 12.0 |
| 9       | Peggy Schwarz / Mirko Mueller             | Alemanya        | 9  | 8  | 12.5 |
| 10      | Dorota Zagorska / Mariusz Siudek          | Polònia         | 10 | 11 | 16.0 |
| 11      | Evgenia Filonenko / Igor Marchenko        | Ucraïna         | 13 | 10 | 16.5 |
| 12      | Kristy Sargeant / Kris Wirtz              | Canadà          | 11 | 12 | 17.5 |
| 13      | Danielle McGrath / Stephen Carr           | Austràlia       | 15 | 13 | 20.5 |
| 14      | Marina Khalturina / Andrei Kroukov        | Kazakhstan      | 16 | 14 | 22.0 |
| 15      | Katerina Berankova / Otto Dlabola         | Txèquia         | 14 | 15 | 22.0 |
| 16      | Marie-Claude Savard-Gagnon / Luc Bradet   | Canadà          | 12 | 16 | 22.0 |
| 17      | Sabrina Lefrancois / Nicolas Osseland     | França          | 17 | 17 | 25.5 |
| 18      | Inga Rodionova / Aleksandr Anichenko      | Azerbaidjan     | 19 | 18 | 27.5 |
| 19      | Mariya Krasiltseva / Aleksander Chestnikh | Armènia         | 18 | 19 | 28.0 |
| 20      | Marie Arai / Shin Amano                   | Japó            | 20 | 20 | 30.0 |